# Božejov (zámek)
Zámek Božejov stojí v obci Božejov v okrese Pelhřimov.

## Historie
Zámku předcházela tvrz, kterou si před rokem 1355 nechali vystavět Tluskové z Vokova. V 15. století došlo k její přestavbě na hrad. Po roce 1505 docházelo k častému střídání majitelů, až jej v roce 1550 zakoupili Leskovcové z Leskovce. Ti jej v 16. století nechali renesančně přestavět. Roku 1630 rod Leskovců vymírá a hrad přechází do vlastnictví Želivského kláštera. V 17. století byl rozšířen na zámek. Od roku 1680 jej vlastnili Voračičtí z Paběnic. V roce 1710 prošel barokními úpravami. Dnes se v něm nachází základní škola.

## Popis
Jedná se o čtyřkřídlou jednopatrovou budovu o půdorysu obdélníka. Ve východním a západním křídle můžeme najít zbytky původního hradu, na fasádě v průčelí východního a západního křídla se nacházejí také psaníčková sgrafita a nad vchodem štít. V průjezdu se nacházejí litinové desky s vyobrazeným erbem Kryštofa Karla Voračického z Paběnic, reliéfem Adama a Evy a zápasem vojáků, vše datováno do roku 1710. Kromě toho je tu také kamenný náhrobek z roku 1567, která připomíná Jana Leskovce z Leskovce.

## Dostupnost
Zámek stojí téměř v centru obce. Okolo vede silnice od Stříteže na Libkovu Vodu a také zeleně značená turistická stezka od Hejlovského mlýna na Drážďany.